# Pomnik żołnierzy Wielkiej Wojny Ojczyźnianej w Kutaisi
Pomnik żołnierzy Wielkiej Wojny Ojczyźnianej w Kutaisi (język gruziński: სამხედრო დიდების მემორიალი ქუთაისში) – pomnik żołnierzy walczących i zabitych w wielkiej wojnie ojczyźnianej, istniejący w mieście Kutaisi w Gruzji od roku 1981 do 19 grudnia 2009.
Pomnik miał kształt łuku stojącego na wzniesieniu, zbudowany z betonu wraz z brązowymi płaskorzeźbami na frontowej części, przedstawiającymi postacie ludzkie. Ponad nimi znajdowało się 7 arek, w pięciu centralnych zawieszono dzwony. Nad nimi z kolei znajdowała się rzeźba mnicha z rozłożonymi rękoma. Przed ogromnym łukiem znajdowała się z kolei rzeźba jeźdźca na koniu.

## Demontaż
Początkowo zdemontowano rzeźbę jeźdźca oraz płaskorzeźby z frontu pomnika. Według słów dyrektora departamentu prasy i informacji Ministerstwa Spraw Zagranicznych Gruzji Ij Macharoszwili, elementy te powinny zostać ponownie zamontowane w innym miejscu. Pozostała, betonowa część monumentu została wysadzona w powietrze 19 grudnia 2009. W czasie operacji wysadzania na skutek niedostatecznego zabezpieczenia terenu zginęło dwoje gapiów (matka i córka).